# Délosz
Délosz kicsiny szigete (görögül Δήλος, ógörög átírásban Délosz, újgörögben Dílosz), a Kükládok szigetcsoport által alkotott kör közepén helyezkedik el, Mükonosz szigettől 2,5 km-re nyugatra. A kb. 5 km hosszú és 1 km széles sziget közepén a 106 méter magas Künthosz-hegy található.
Szent helyként tartották számon, még mielőtt a görög mitológia ide helyezte volna Apollón és Artemisz szülőhelyét. Kultikus helyként Délosz olyan fontosságra tett szert, amilyent a természeti erőforrásai soha nem tettek volna lehetővé.

## Mitológia
Hajdanán Délosz az Égei-tengeren úszó sziget volt, ezért jött ide a Héra elől menekülő Létó, hogy megszülje gyermekeit, Apollónt és Artemiszt, akiket ezért Déliosznak és Déliának is neveztek. Később Poszeidón négy gyémánt oszloppal rögzítette a szigetet.
A Krétáról hazatérő Thészeusz kikötött Délosz szigetén és felajánlotta Apollónnak az Ariadnétól kapott Aphrodité-szobrocskát, majd körtáncot járt az ifjakkal. Ez lenne az eredete a déloszi daru-táncnak, amely később is szokásban maradt.

## Történet
A sziget már Kr. e. 3000 évvel lakott volt; Kr. e. 900 és Kr. u. 100 között az egyik legfontosabb szent helynek számított, ahol Dionüszoszt ugyanúgy tisztelték, mint Apollónt, Artemiszt és Létót. A sziget a Kr. e. 478-ban alapított Déloszi Szövetség tagjainak természetes találkozóhelye volt az amphiktyonia idején. Az idegeneknek és az idegen istenek szentélyeinek külön negyedet tartottak fenn. A Kr. e. 3. században a különböző görög királyok vetélkedtek abban, hogy Déloszt sztoákkal és szobrokkal ékesítsék; ezeknek a talapzata ma is látható a Szent Úton. Kr. e. 166-ban a római köztársaság az athéni városállamnak adta Délosz szigetét, mely később lakatlanná vált. Jelenleg csak régészek és turisták járnak erre; lakossága a múzeumi személyzetből és ezek családjaiból áll.
A helyszínt az athéni francia iskola fedezte fel 1873-ban. 1990-ben az UNESCO felvette Déloszt a Világörökség listájára .

## Képek

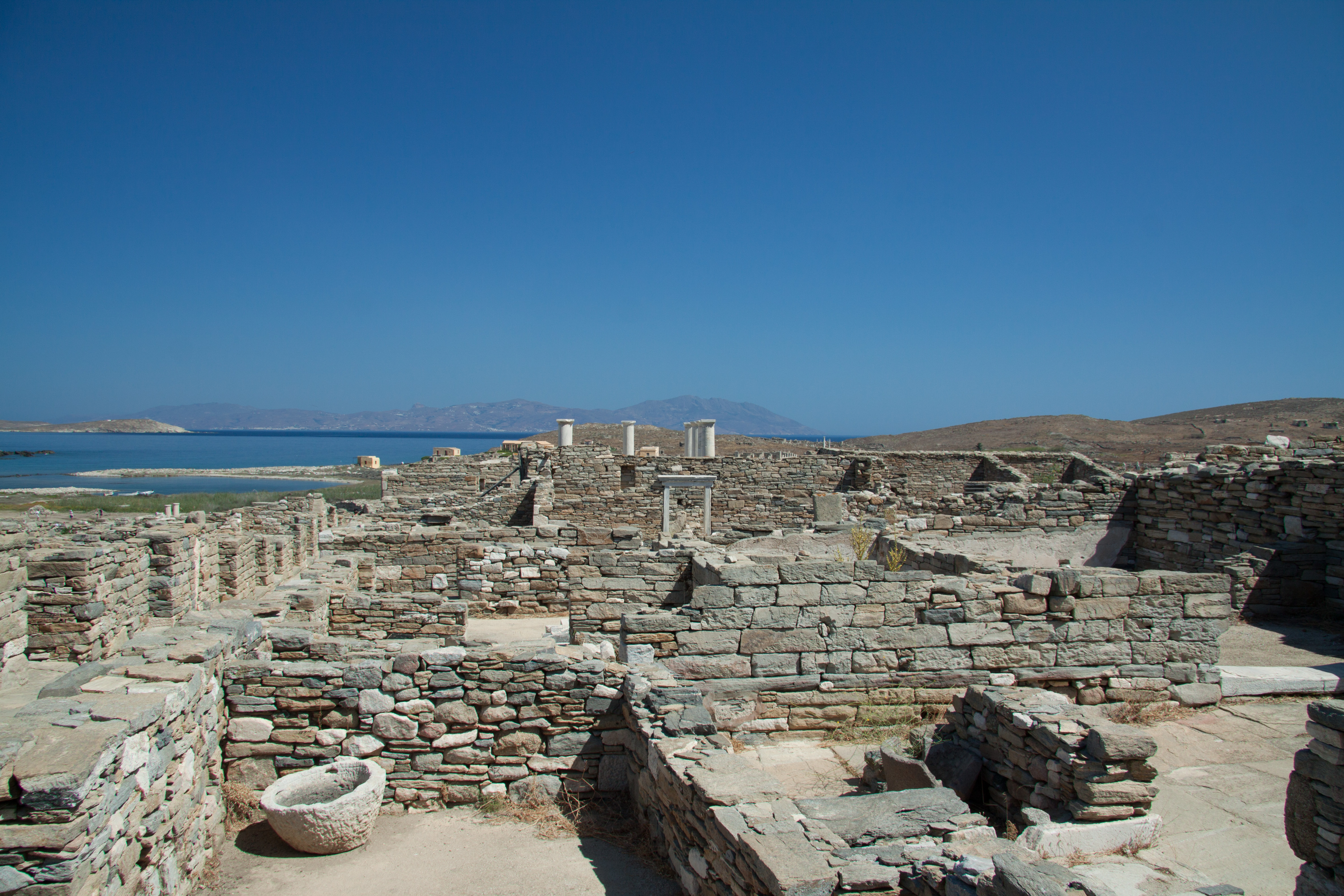
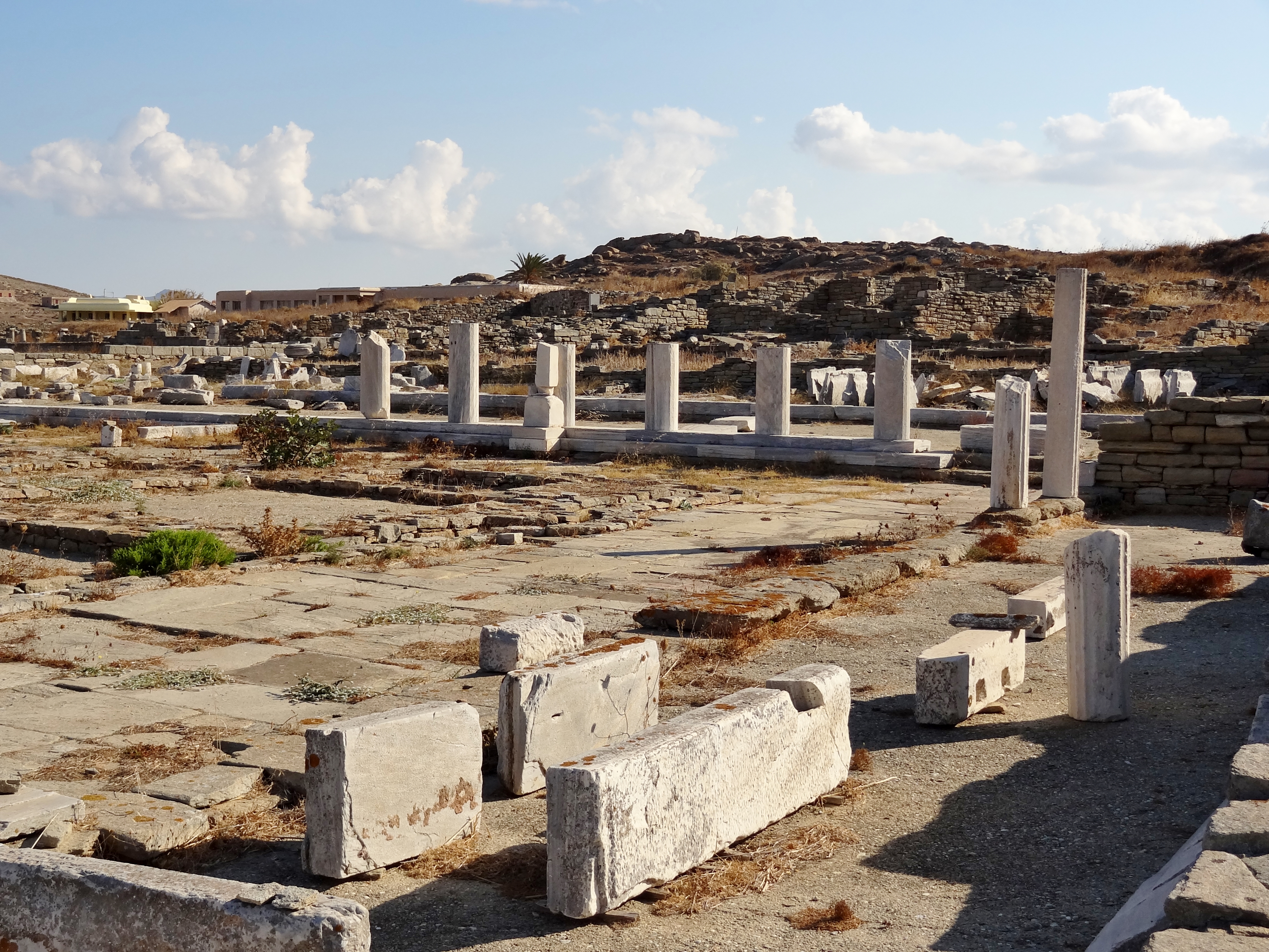
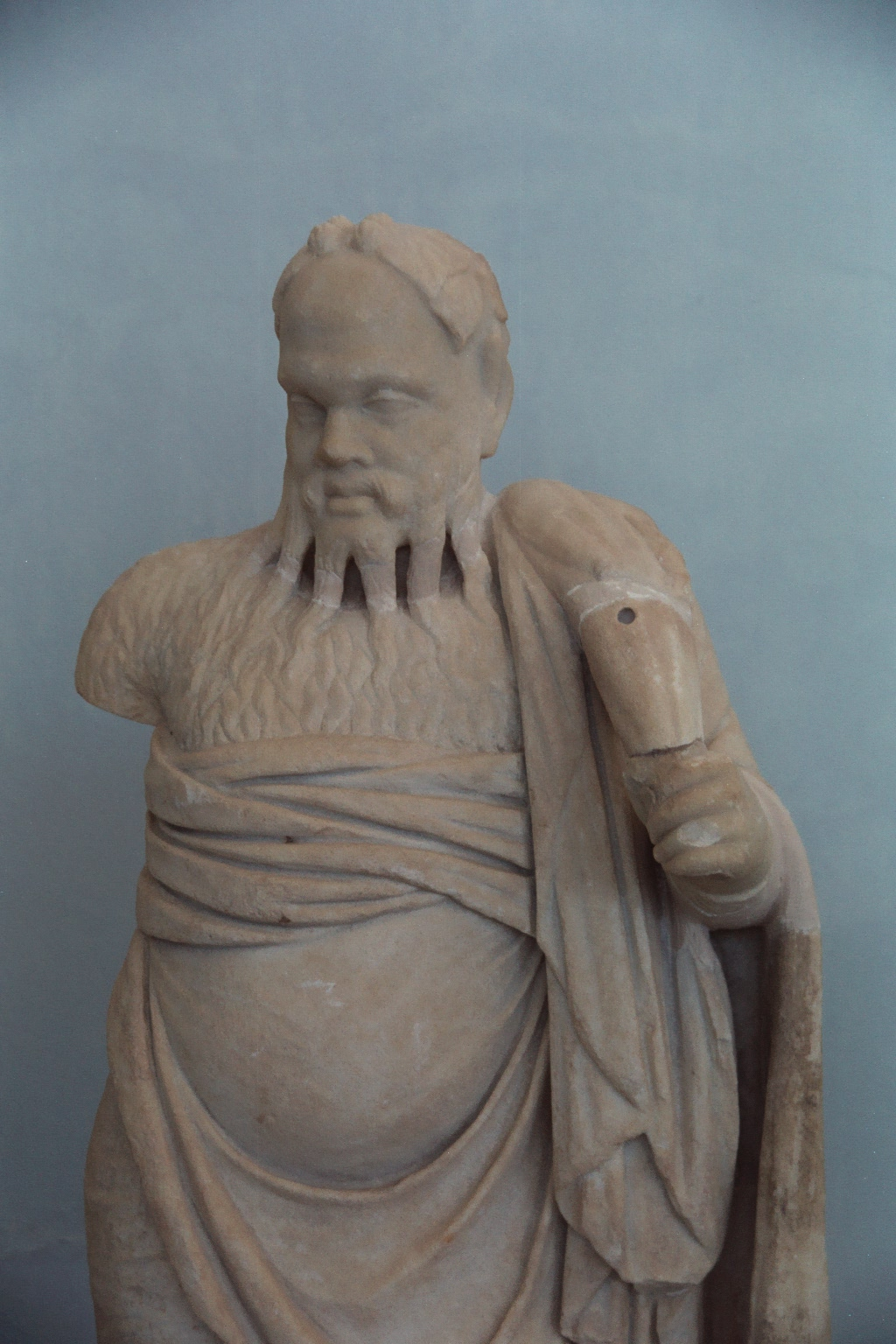
Szilénosz szobra
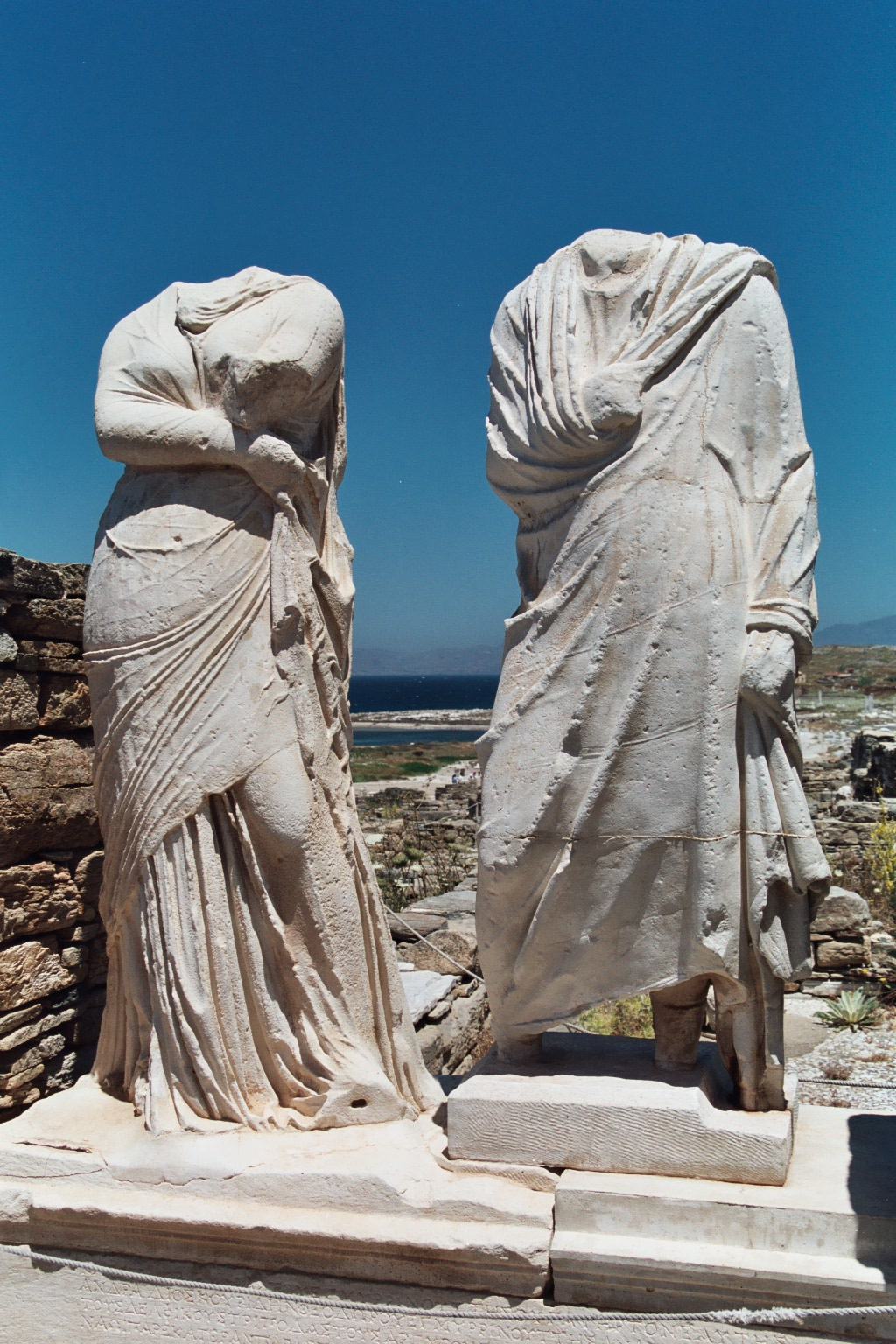
Szobrok Kleopátra házából
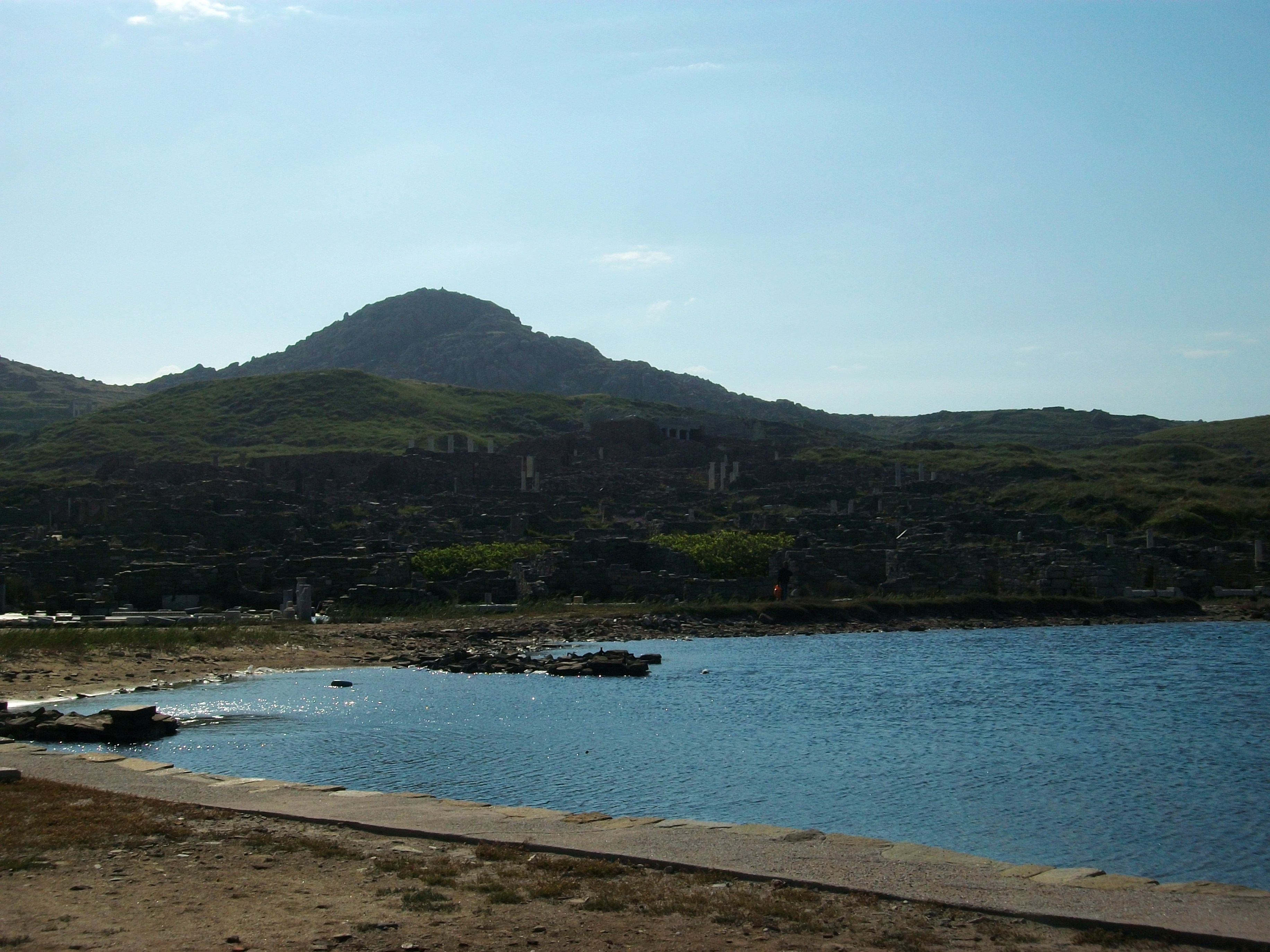
Kikötő

## Fordítás
- Ez a szócikk részben vagy egészben a Delos című angol Wikipédia-szócikk ezen változatának fordításán alapul.  Az eredeti cikk szerkesztőit annak laptörténete sorolja fel. Ez a jelzés csupán a megfogalmazás eredetét és a szerzői jogokat jelzi, nem szolgál a cikkben szereplő információk forrásmegjelöléseként.